# Lista över Danmarks kulturministrar
Detta är en lista över Danmarks kulturministrar.

## Lista över kulturministrar (1961- )
| Från              | Till              | Kulturminister          |
| ----------------- | ----------------- | ----------------------- |
| 19 september 1961 | 26 september 1964 | Julius Bomholt          |
| 26 september 1964 | 28 november 1966  | Hans Sølvhøj            |
| 28 november 1966  | 2 februari 1968   | Bodil Koch              |
| 2 februari 1968   | 11 oktober 1971   | Kristen Helveg Petersen |
| 11 oktober 1971   | 19 december 1973  | Niels Matthiasen        |
| 19 december 1973  | 13 februari 1975  | Nathalie Lind           |
| 13 februari 1975  | 28 februari 1980  | Niels Matthiasen        |
| 28 februari 1980  | 10 september 1982 | Lise Østergaard         |
| 10 september 1982 | 12 mars 1986      | Mimi Jakobsen           |
| 12 mars 1986      | 3 juni 1988       | H.P. Clausen            |
| 3 juni 1988       | 18 december 1990  | Ole Vig Jensen          |
| 18 december 1990  | 25 januari 1993   | Grethe Rostbøll         |
| 25 januari 1993   | 30 december 1996  | Jytte Hilden            |
| 30 december 1996  | 23 mars 1998      | Ebbe Lundgaard          |
| 23 mars 1998      | 27 november 2001  | Elsebeth Gerner Nielsen |
| 27 november 2001  | 10 september 2008 | Brian Mikkelsen         |
| 10 september 2008 | 23 februari 2010  | Carina Christensen      |
| 23 februari 2010  | 3 oktober 2011    | Per Stig Møller         |
| 3 oktober 2011    | 6 december 2012   | Uffe Elbæk              |
| 6 december 2012   | 28 juni 2015      | Marianne Jelved         |
| 28 juni 2015      | 28 november 2016  | Bertel Haarder          |
| 28 november 2016  |                   | Mette Bock              |